# Crepúsculo (película de 2008)
Crepúsculo —título original en inglés: Twilight— es una película estadounidense de fantasía romántica de 2008 dirigida por Catherine Hardwicke a partir de un guion de Melissa Rosenberg, basado en la novela homónima de 2005 de Stephenie Meyer. Es la primera entrega de la saga Crepúsculo. La película está protagonizada por Kristen Stewart y Robert Pattinson como Bella Swan, una adolescente, y Edward Cullen, un vampiro, respectivamente, y se centra en el desarrollo de la relación entre Bella y Edward y los esfuerzos posteriores de este y su familia para mantenerla a salvo de otro aquelarre de vampiros.
El proyecto estuvo en desarrollo durante aproximadamente tres años en MTV Films, de Paramount Pictures, tiempo durante el cual se escribió una adaptación cinematográfica que difería significativamente de la novela. Summit Entertainment adquirió los derechos de la novela tras el estancamiento del desarrollo del proyecto. Melissa Rosenberg escribió una nueva adaptación de la novela poco antes de la huelga del Sindicato de Guionistas de Hollywood de 2007-2008 y trató de ser fiel al argumento de la novela. La fotografía principal comenzó en marzo de 2008 y duró 44 días, hasta terminar el 2 de mayo; la película se rodó en los estados de Oregón y Washington.
Crepúsculo se estrenó en Los Ángeles el 17 de noviembre de 2008 y Summit Entertainment la distribuyó en los cines de Estados Unidos el 21 de noviembre. A pesar de recibir críticas desiguales, la película recaudó más de 407 millones de dólares en todo el mundo. Se lanzó en DVD y Disco Blu-ray el 21 de marzo de 2009 y se convirtió en el DVD más comprado del año. La banda sonora se lanzó el 4 de noviembre de 2008.
La película tuvo cuatro secuelas, The Twilight Saga: New Moon, The Twilight Saga: Eclipse, The Twilight Saga: Breaking Dawn - Part 1 y The Twilight Saga: Breaking Dawn - Part 2, en 2009, 2010, 2011 y 2012, respectivamente.

## Argumento
Bella Swan, una chica de diecisiete años, deja Phoenix y se muda a Forks, un pequeño pueblo ubicado en la península Olímpica del estado de Washington, para vivir con su padre, Charlie, el jefe de policía de la ciudad. Su madre, Renée, se volvió a casar con Phil, un jugador de béisbol de ligas menores cuya carrera a menudo mantiene a la pareja viajando.
En Forks, Bella se reencuentra con Jacob Black, un adolescente nativo americano de 15 años, que vive con su padre, Billy, en la Reserva India Quileute cerca de Forks. Hace amigos en su nueva escuela secundaria, pero encuentra particularmente intrigantes a los hermanos Cullen, misteriosos y reservados. Sentada junto a Edward Cullen en la clase de biología el primer día de clases, Bella nota que él parece repugnado por ella. Después de una semana de ausencia en la escuela, Edward regresa y socializa normalmente con Bella. Unos días más tarde, ella casi es atropellada por una camioneta que derrapa en el estacionamiento de la escuela. Edward instantáneamente se pone entre Bella y la camioneta, deteniéndola con una mano después de cubrir una distancia de más de nueve metros. Ella queda sorprendida e intrigada ante tal acción imposible de realizar de forma humana. Él se niega a explicar sus acciones a ella y la advierte que no se acerque a él. Jacob le cuenta a Bella sobre la animosidad de larga data entre los Cullen y los Quileutes, y le dice que los Cullen no tienen permitido entrar en la reserva.
Después de salvar a Bella por segunda vez de manera inesperada, Edward confirma que tiene habilidades misteriosas que recuerdan a las de un vampiro. Sin embargo, asegura que él y los demás Cullen solo consumen sangre de animales. A pesar de las advertencias de Edward, Bella se enamora de él y él la presenta a su familia vampírica. El patriarca de la familia, Carlisle Cullen, es un médico en el hospital de Forks, donde trabaja. Su esposa y matriarca de la familia, Esme, junto con Alice, Jasper, Emmett y Rosalie, son sus hijos adoptivos informales. La reacción de la familia a la presencia de Bella es mixta, preocupados de que el secreto de la familia pueda ser expuesto.
La relación entre Edward y Bella corre peligro cuando tres vampiros nómadas, James, Victoria y Laurent, llegan a la zona de Forks y son responsables de una serie de muertes que se investigan como ataques de animales. James, un vampiro rastreador con instintos de caza increíbles, se emociona por el aroma de Bella y se obsesiona con cazarla como deporte. Edward y los demás Cullen protegen a Bella, pero James la rastrea hasta Phoenix, donde se esconde con Jasper y Alice.
James atrae a Bella a una trampa en un viejo estudio de ballet. La ataca e infecta con el veneno de vampiro. Edward llega y, después de una feroz batalla, somete a James justo cuando llegan otros miembros de los Cullen. Alice, Emmett y Jasper matan a James, decapitándolo y quemándolo, mientras Edward elimina el veneno del brazo de Bella, evitando que se convierta en vampiro. En el caos que sigue, Bella sufre una pierna rota y es hospitalizada. Al volver a Forks, Edward acompaña a Bella al baile de promoción de la escuela secundaria, donde él rechaza su petición de convertirla en vampiro. Ignoran que la compañera de James, Victoria, los está vigilando en secreto, planeando vengarse por la muerte de su amado.

## Reparto
| - Kristen Stewart como Bella Swan, una chica de diecisiete años que se muda desde Phoenix, Arizona, a la pequeña ciudad de Forks, Washington y se enamora de Edward Cullen, un vampiro. Su vida corre peligro cuando James, un vampiro sádico, decide perseguirla. - Robert Pattinson como Edward Cullen, un vampiro de 108 años que fue convertido en 1918 y todavía parece tener diecisiete años. Es el interés amoroso de Bella y finalmente se enamora de ella. Tiene la habilidad de leer mentes, excepto la de Bella, y posee una velocidad sobrehumana. - Peter Facinelli como Carlisle Cullen, un compasivo vampiro de más de 300 años de edad que aparenta estar en sus treinta y pico. Sirve como médico del pueblo y es el patriarca de la familia Cullen. - Elizabeth Reaser como Esme Cullen, la esposa vampira de Carlisle y la matriarca de la familia Cullen. - Ashley Greene como Alice Cullen, la pareja de Jasper Hale, un vampiro que puede ver el futuro basándose en las decisiones que toman las personas. - Kellan Lutz como Emmett Cullen, físicamente el vampiro más fuerte de la familia. - Nikki Reed como Rosalie Hale, la pareja de Emmett Cullen, una vampira descrita como la persona más bella del mundo. Se muestra hostil hacia Bella durante toda la película, preocupada porque la relación de Edward con una humana ponga en peligro a su clan. - Jackson Rathbone como Jasper Hale, un miembro de la familia Cullen que puede manipular las emociones. Es el miembro más reciente de la familia Cullen y, por tanto, el que tiene más dificultades para mantener su dieta «vegetariana», en la que sólo se alimentan de sangre animal en lugar de humana. - Billy Burke como Charlie Swan, padre de Bella y jefe de policía de Forks. - Cam Gigandet como James Witherdale, el líder de un grupo de vampiros nómadas que pretende matar a Bella. Es el compañero de Victoria y un rastreador superdotado, debido a sus sentidos incomparables. | - Rachelle Lefevre como Victoria Sutherland, la compañera de James que le ayuda a cazar a Bella. - Edi Gathegi como Laurent Da Revin, el miembro más civilizado del aquelarre de James. - Sarah Clarke como Renée Dwyer, la madre de Bella que vive en Arizona con su nuevo marido, Phil. - Taylor Lautner como Jacob Black, un viejo amigo de la infancia de Bella y miembro de la tribu Quileute. - Christian Serratos como Angela Weber, una de las nuevas amigas de Bella en Forks. - Michael Welch como Mike Newton, uno de los nuevos amigos de Bella que compite por su atención. - Anna Kendrick como Jessica Stanley, la primera amiga de Bella en Forks. - Gregory Tyree Boyce como Tyler Crowley, otro de los compañeros de clase de Bella, que también compite por la atención de Bella. Casi atropella a Bella con su furgoneta. - Justin Chon como Eric Yorkie, otro de los compañeros de Bella que compite por su atención. - Solomon Trimble como Sam Uley. Solomon Trimble recibió créditos como el «amigo de Jacob» en la película, pero fue ampliamente reconocido por interpretar el papel de Sam. - Krys Hyatt como Embry Call. Se le reconoció el papel de Embry en la película Crepúsculo, aunque su papel no estaba acreditado. - Gil Birmingham como Billy Black - Matt Bushell como Phil Dwyer - José Zúñiga como Sr. Molina - Ned Bellamy como Waylon Forge - Ayanna Berkshire como Cora - Katie Powers como Waitress - Trish Egan como Ms. Cope |

## Producción

### Desarrollo
A principios de 2004, Greg Mooradian, de Maverick Films, llevó un manuscrito inédito de Crepúsculo a David Gale, entonces vicepresidente ejecutivo de la división MTV Films de Paramount Pictures, para proponerle una adaptación cinematográfica. Gale, a su vez, se lo presentó a la entonces copresidenta de producción de Paramount, Karen Rosenfelt, que presionó para adquirir los derechos de la novela. MTV Films adquirió los derechos en abril de ese mismo año y contrató a Mark Lord para que escribiera un guion. El guion que se desarrolló posteriormente era sustancialmente diferente de su material original, más orientado a la acción. Según Lord, en un principio planteó su adaptación como una versión vampírica de la obra Romeo y Julieta, pero MTV Films «quería introducir algo más de acción para hacerla avanzar y ofrecer algo más al público masculino. Pensaron que iban a perder al público masculino con demasiado romance». MTV Films quedó satisfecha con el guion que entregó, que incluía, entre muchos cambios, que el personaje de Bella Swan fuera una corredora de fondo, que maldijera, que usara escopetas contra los vampiros que mataron a su padre, que se convirtiera en vampiro y que montara en «motos acuáticas perseguida por el FBI».  Al hablar del guion original de MTV Films, la autora Stephenie Meyer dijo: «Podrían haberla rodado y no llamarla Crepúsculo porque no tenía nada que ver con el libro, y eso da un poco de miedo».

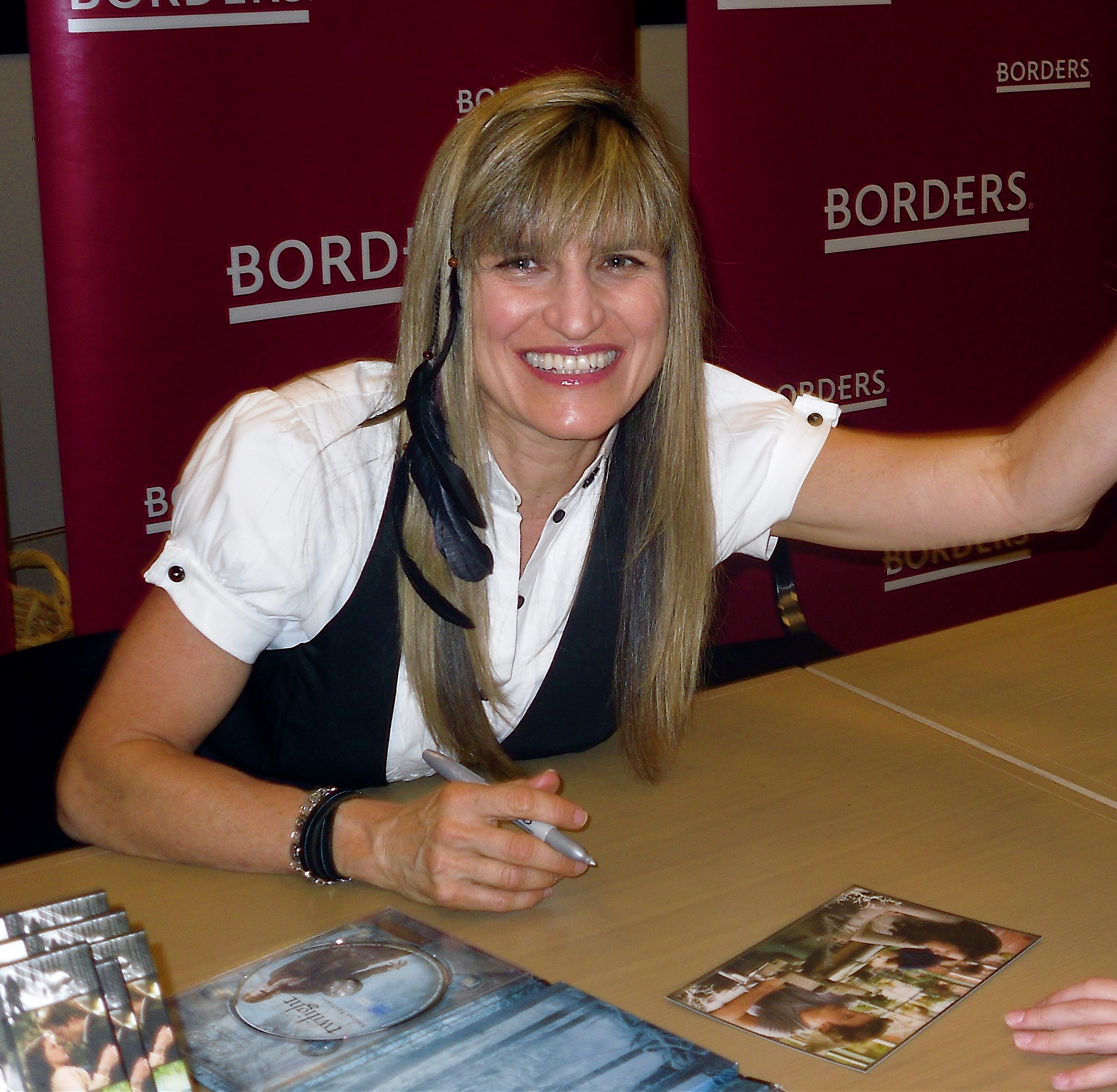
Catherine Hardwicke, directora de la película.

Tras un cambio en la dirección de Paramount Pictures, el nuevo presidente de producción del estudio, Brad Weston, le dijo a Gale que creía que el público no estaba interesado en películas sobre vampiros y hombres lobo, después de haber participado en la «bomba de taquilla» Cursed de Dimension Films, y el desarrollo se estancó. En enero de 2006, Paramount decidió no seguir adelante con la producción de Crespúsculo. Wyck Godfrey, quien había dejado Paramount y se había unido al proyecto como productor, estaba decidido a sacar la película adelante y trató de forjar un acuerdo de coproducción entre Paramount y Fox 2000 Pictures, donde él tenía un acuerdo de producción. Sin embargo, Fox 2000 no estuvo de acuerdo con los términos de Paramount. Más tarde, Godfrey intentó generar interés en Fox Atomic, pero también rechazaron el proyecto. En octubre de 2006, Godfrey se reunió con Erik Feig, entonces presidente de producción de Summit Entertainment, y le mencionó que de todos los proyectos que le gustaría hacer, creía que Crespúsculo tenía el mayor potencial. Después de la reunión, Feig obtuvo una copia de la novela, la leyó y se la pasó a sus colegas en Summit, quienes la percibieron como una oportunidad para lanzar una franquicia. Cuando Paramount Pictures dejó expirar los derechos de Crespúsculo en abril de 2007, Summit los adquirió, y acordaron con Meyer que su adaptación cinematográfica sería más fiel a la novela que la versión de MTV Films.
Incluso antes de tener los derechos de Crespúsculo, Feig, un fanático de la directora Catherine Hardwicke, habló con ella en el Festival de Cine de Sundance de 2007 sobre trabajar con Summit Entertainment y le envió cinco guiones de películas que el estudio estaba desarrollando, incluyendo el borrador de Mark Lord de Crespúsculo para MTV Films. A Hardwicke no le gustó ninguno de los guiones, pero se sintió curiosa por Crespúsculo. Compró una copia de la novela y se dio cuenta de que el guion que había leído tenía muy poco que ver con el material original, el cual pronto comenzó a visualizar como una película. Después de que Summit adquiriera los derechos, se contrató a Hardwicke para dirigir la película y a Melissa Rosenberg para escribir el guion a mediados de 2007.
Rosenberg desarrolló un borrador a finales de agosto y colaboró con Hardwicke en la escritura del guion durante el mes siguiente. Rosenberg dijo que Hardwicke «fue una gran caja de resonancia y tenía todo tipo de ideas brillantes. [...] Terminaba las escenas y se las enviaba, y recibía sus notas de vuelta». Debido a la inminente huelga del Sindicato de Guionistas de Estados Unidos, Rosenberg trabajó a tiempo completo para terminar el guion antes del 31 de octubre. Al adaptar la novela, «tuvo que condensar mucho». Algunos personajes de la novela no aparecieron en el guion, mientras que algunos personajes se combinaron con otros. «Nuestro objetivo desde el principio fue ser fieles al libro», explicó Rosenberg, «y tiene menos que ver con adaptarlo palabra por palabra y más con asegurarse de que las trayectorias de los personajes y sus viajes emocionales sean los mismos». Hardwicke sugirió el uso de la voz en off para transmitir el diálogo interno de Bella, ya que la novela está contada desde su punto de vista, y ella realizó algunos bocetos de la historia durante la preproducción.

### Adaptación del material original

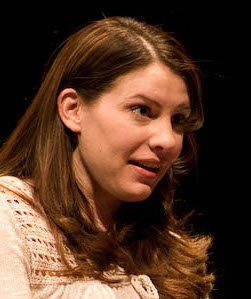
La autora de Crepúsculo Stephenie Meyer participó activamente en la realización del guion.

Los cineastas detrás de Crespúsculo trabajaron para crear una película que fuera tan fiel a la novela como pensaban que era posible al convertir la historia a otro medio. El productor Greg Mooradian dijo: «Es muy importante distinguir que estamos haciendo una pieza de arte separada que obviamente va a seguir siendo muy, muy fiel al libro. [...] Pero al mismo tiempo, tenemos una responsabilidad separada de hacer la mejor película que se pueda hacer». Para garantizar la fidelidad de la adaptación, Meyer estuvo muy implicada en el proceso de producción: se le invitó a visitar el set durante el rodaje e incluso se le pidió que tomara notas sobre el guion y sobre un primer montaje de la película. De este proceso, ella dijo: «Fue un intercambio muy agradable [entre yo y los cineastas] desde el principio, lo cual creo que no es muy típico. Realmente estaban interesados en mis ideas» y «[...] me mantuvieron informada y con el guion, me dejaron verlo y me dijeron, '¿Qué piensas?' [...] Me permitieron tener una opinión sobre ello y creo que tomaron el 90 por ciento de lo que dije y justo lo incorporaron al guion». Meyer luchó por mantener una línea en particular, una de las más conocidas del libro sobre «el león y el cordero», verbatim en la película: «De hecho, creo que la forma en que Melissa [Rosenberg] lo escribió sonaba mejor para la película [...] pero el problema es que esa línea está tatuada en el cuerpo de algunas personas. [...] Pero dije, 'Si toman esa línea y la cambian, eso podría generar una reacción negativa'». Meyer incluso fue invitada a crear una lista escrita de cosas que no podían ser cambiadas para la película, como darle colmillos a los vampiros o matar personajes que no mueren en el libro, a lo que el estudio aceptó seguir en el contrato. El consenso entre los críticos es que los cineastas lograron hacer una película muy fiel a su material de origen, con un crítico afirmando que, con algunas excepciones, «Crespúsculo la película es increíblemente fiel a la fuente sin verse limitada por ella».
Sin embargo, como ocurre en la mayoría de las adaptaciones cinematográficas, existen diferencias entre la película y el material original. Algunas escenas del libro fueron cortadas de la película, como una escena en el aula de biología donde la clase de Bella hace una prueba de tipificación sanguínea. Hardwicke explica: «Bueno, [el libro] tiene casi 500 páginas: tienes que hacer una versión de leche condensada dulce de eso. [...] Ya tenemos dos escenas en biología: la primera vez que están allí y luego la segunda vez cuando se conectan. Para una película, cuando condensas, no quieres seguir volviendo al mismo escenario una y otra vez. Así que eso no está en la película». También se cambiaron los escenarios de ciertas conversaciones del libro para que las escenas fueran más «visualmente dinámicas» en la pantalla, como la revelación de Bella de que sabe que Edward es un vampiro, que ocurre en un prado en la película en lugar de en el coche de Edward como en la novela. Se añade a la película una escena de excursión de biología para condensar los momentos de frustración de Bella al intentar explicar cómo Edward la salvó de ser aplastada por una furgoneta. Los vampiros villanos son presentados antes en la película que en la novela. Rosenberg dijo que «en la novela, no ves a James y los otros villanos hasta el último cuarto del libro, lo cual realmente no funcionaría para una película. Necesitas esa tensión ominosa desde el principio. Necesitábamos verlos y esa peligrosa amenaza desde el principio. Y así tuve que crear una historia de fondo para ellos, lo que estaban haciendo, para darles un poco más de cuerpo como personajes». Rosenberg también combinó algunos de los estudiantes de secundaria humanos, con Lauren Mallory y Jessica Stanley en la novela convirtiéndose en el personaje de Jessica en la película, y una «compilación de un par de personajes humanos diferentes» convirtiéndose en Eric Yorkie. Sobre estas diferencias con respecto al libro, Mooradian afirmó: «Creo que hicimos un trabajo muy cuidadoso al condensarlo [el libro]. Nuestra crítica más grande, Stephenie Meyer, ama el guión, y eso me dice que tomamos todas las decisiones correctas en términos de lo que mantener y lo que perder. Inevitablemente, se van a perder partes que ciertos miembros de la audiencia querrán desesperadamente ver, pero la realidad es que no estamos haciendo ‹Crepúsculo: El Libro› la película».

### Casting
Varias actrices, incluyendo a Lily Collins y Jennifer Lawrence, audicionaron para el papel de Bella Swan, mientras que Hardwicke deseaba hacer pruebas a Kristen Stewart, a quien había visto en Into the Wild y se convirtió en su primera opción para el papel. Stewart finalmente acordó reunirse con Hardwicke mientras trabajaba en la película Adventureland, y Hardwicke la visitó en Filadelfia junto al actor Jackson Rathbone, quien estaba en consideración para interpretar a Edward Cullen, para una prueba de pantalla informal que «cautivó» a la directora. Después de elegir a Stewart como Bella, Hardwicke tuvo problemas para encontrar a un actor con no mucho reconocimiento para interpretar a Edward Cullen. Rathbone, Tom Welling, Ian Somerhalder, Jensen Ackles, Shiloh Fernandez, Ben Barnes y Robert Pattinson fueron los siete finalistas para el papel. Hardwicke no eligió inicialmente a Pattinson para el papel de Edward Cullen. Él llegó a su casa en Venice, Los Angeles para hacer una prueba, según Hardwicke, «con un aspecto bastante salvaje» con «pelo negro teñido y desaliñado, y una mancha en su camisa», y además, según Pattinson, con un «cuerpo regordete sin pelo» debido a que había estado «bebiendo cerveza todo el día» por algunos meses. Sin embargo, después de una audición en su cama, donde Pattinson besó a Stewart para la prueba de pantalla y se cayó de la cama, fue seleccionado. Según Hardwicke, «¡Kristen dijo que tenía que ser Rob! Se sintió conectada con él desde el primer momento. Esa electricidad, o amor a primera vista, o lo que sea». Hardwicke le dio el papel, con la condición de que se pusiera en forma y hiciera una promesa. «Tienes que darte cuenta de que Kristen tiene 17 años», le dijo. «Ella es menor de edad. Tienes que concentrarte, amigo, o serás arrestado». «Lo hice jurar sobre una pila de Biblias». Pattinson no conocía la serie de libros antes de su prueba de cámara, pero los leyó más tarde. Meyer incluso le permitió ver un manuscrito del inacabado Sol de Medianoche, que narra los acontecimientos de Crepúsculo desde el punto de vista de Edward.  La reacción de los fanáticos al casting de Pattinson como Edward fue inicialmente negativa; Rachelle Lefèvre comentó que «todas las mujeres tenían su propio Edward [al que] tenían que dejar ir antes de poder abrirse a [él], y lo hicieron». Meyer se mostró «emocionada» y «extasiada» ante el casting de los dos personajes principales. Antes de la preproducción, había expresado su interés en que Emily Browning y Jamie Dornan interpretaran a Bella y Edward, respectivamente.
Peter Facinelli fue elegido para interpretar a Carlisle Cullen, aunque no fue la primera opción de Summit, que reveló: «A Hardwicke le gustaba, pero había otro actor por el que el estudio estaba presionando». Por razones desconocidas, ese actor no pudo interpretar el papel y Facinelli fue seleccionado en su lugar. Elizabeth Reaser fue contratada como Esme Cullen, a pesar de que en la audición sólo sabía que la película estaba basada en una novela. Jackson Rathbone, quien estaba entre los finalistas para el papel de Edward, fue elegido para interpretar a Jasper Hale. La elección de Ashley Greene para interpretar a Alice Cullen fue objeto de críticas por parte de los fanáticos debido a que Greene era 18 centimentros más alta que su personaje tal como se describe en la novela. Meyer también había afirmado que Rachael Leigh Cook se parecía a su visión de Alice. Nikki Reed interpreta a Rosalie Hale. Reed ya había trabajado con Hardwicke en Thirteen, que escribieron juntas, y en Lords of Dogtown. Reed comentó: «No quiero decir que sea una coincidencia, porque trabajamos bien juntas y tenemos una gran historia. Creo que hacemos un buen trabajo, pero es más probable que la gente que contrata a [Hardwicke] para dirigir una película suya haya visto sus otros trabajos». Tras un casting abierto, Taylor Lautner fue elegido para el papel de Jacob Black. Kellan Lutz se encontraba en África rodando la miniserie de la HBO Generation Kill cuando se realizaron las audiciones para el personaje de Emmett Cullen. El papel ya había sido elegido cuando terminó la preproducción en diciembre de 2007, pero el actor que había sido seleccionado «fracasó»; Lutz se presentó a la audición y voló a Oregón, donde Hardwicke le eligió personalmente. Rachelle Lefèvre estaba interesada en interpretar un papel en la película porque Hardwicke estaba vinculada al proyecto como directora; también existía «la posibilidad de explorar un personaje, con suerte, a lo largo de tres películas»; y quería retratar a un vampiro. Ella «pensó que los vampiros eran básicamente la mejor metáfora de la ansiedad humana y las preguntas sobre estar vivo». Christian Serratos se presentó inicialmente al casting para Jessica Stanley, pero «se enamoró totalmente de Angela» tras leer las novelas y aprovechó con éxito una oportunidad posterior para presentarse al casting para Angela Weber. El papel de Jessica Stanley fue para Anna Kendrick, que consiguió el papel tras dos audiciones en las que se mezclaron varios actores.

### Rodaje y posproducción

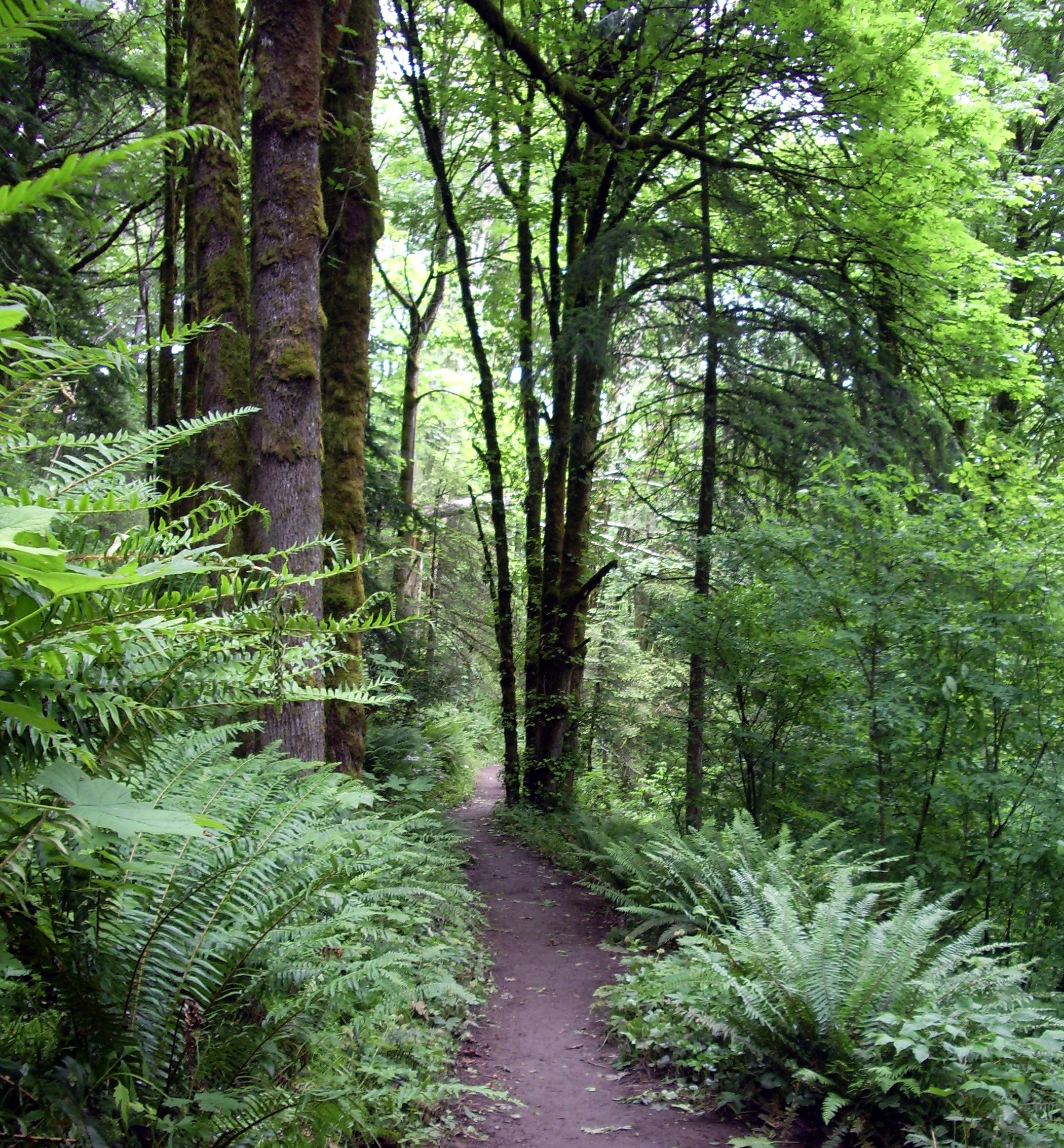
El rodaje tuvo lugar principalmente en Portland, Oregón.

El rodaje tardó 44 días, después de más de una semana de ensayos, y finalizó el 2 de mayo de 2008. Al igual que en su debut como directora, Thirteen, Hardwicke optó por un amplio uso de la cámara en mano para que la película «pareciera real». Meyer visitó el set de producción en tres ocasiones, además fue consultada sobre distintos aspectos de la historia; ella también tiene un breve cameo en la película. Los miembros del elenco que interpretaban a los vampiros evitaron tomar el sol durante el rodaje para estar más pálidos, aunque también usaban maquillaje para resaltar ese efecto, y también usaban lentillas: «Lo hicimos porque los Cullen tienen los ojos dorados. Y entonces, cuando tenemos hambre, el iris cambia de color», explicó Peter Facinelli. También participaron en ensayos de baile con un coreógrafo y observaron el físico de diferentes panteras para hacer sus movimientos en la película.
Las escenas se rodaron principalmente en Portland, Oregón, incluida la casa de los Cullen, una llamativa residencia de cristal y madera. El trabajo de acrobacia fue realizado principalmente por el elenco. La secuencia de la pelea entre los personajes de Gigandet y Pattinson en un estudio de ballet, que se rodó durante la primera semana de producción, requirió una gran cantidad de trabajo con cables, ya que los vampiros de la historia tienen una fuerza y velocidad sobrehumanas.  Gigandet incorporó movimientos de lucha de artes marciales mixtas en esta secuencia, que incluía pollo y miel como sustitutos de la carne. Bella, la protagonista, se encuentra inconsciente durante esta parte, y puesto que la novela se narra desde su punto de vista, las secuencias de acción son exclusivas en la película. Pattinson señaló que mantener el propio centro de gravedad es difícil cuando se hace trabajo con alambre «porque hay que luchar realmente contra él, además de dejar que haga lo que tiene que hacer». La experiencia desorientó a Lefèvre, ya que no podía controlar el movimiento hacia delante. En lugar de rodar en el instituto de Forks, las escenas que tienen lugar en la escuela se filmaron en instituto el Kalama y en instituto Madison. Otras escenas se rodaron en St. Helens, y Hardwicke volvió a grabar algunas tomas en Pasadena en agosto.

### Música
Carter Burwell compuso la banda sonora de Crepúsculo, mientras que la música del resto de la película la eligió la supervisora musical Alexandra Patsavas. Se consultó a Meyer sobre la banda sonora, que incluye canciones de Linkin Park y Muse, bandas que la autora escuchaba cuando escribía las novelas. Chop Shop Records en conjunto con Atlantic Records lanzaron la banda sonora original el 4 de noviembre de 2008, y debutó en el número 1 de la Billboard 200.

## Lanzamiento

La película recibió la calificación PG-13 por la Motion Picture Association de Estados Unidos.

El estreno en cines de Crepúsculo estaba previsto inicialmente para el 12 de diciembre de 2008, pero se cambió al 21 de noviembre después de que Harry Potter y el misterio del príncipe (película) se estrenara en julio de 2009. Se publicaron dos teaser trailers de la película, así como algunas escenas adicionales, además de un tráiler final, que se estrenó el 9 de octubre. Un fragmento de 15 minutos de Crepúsculo se presentó durante el Festival Internacional de Cine de Roma. La película recibió la calificación PG-13 de la Motion Picture Association of America por «algo de violencia y una escena de sensualidad».

### Formato casero
La película salió a la venta en DVD en Norteamérica el 21 de marzo de 2009, a través de fiestas de lanzamiento a medianoche, y vendió más de tres millones de unidades en su primer día. Salió a la venta el 6 de abril de 2009 en el Reino Unido. Los extras incluyen entre diez y doce escenas extendidas o eliminadas, montajes y vídeos musicales, entrevistas entre bastidores, un making-of y comentarios de Hardwicke, Stewart y Pattinson.  La edición en disco Blu-ray de la película se puso a la venta el 21 de marzo de 2009 en lugares selectos, pero se amplió a otros minoristas el 5 de mayo de 2009. En julio de 2012, la película había vendido 11 242 519 unidades, con unas ganancias de 201 190 019 dólares. En 2015, Lionsgate lanzó una edición extendida de algo más de cuatro minutos de duración. En ella se editan escenas de la película ya publicadas como «Escenas eliminadas» en DVD anteriores.
La película y las dos siguientes entregas de la Saga Crepúsculo se reestrenaron como película triple con cortes extendidos el 13 de enero de 2015. Crepúsculo salió a la venta en Blu-ray 4K el 23 de octubre de 2018.

### Videojuego
Junto a la segunda película se lanzó un videojuego de preguntas y respuestas sobre cine llamado Scene it? Twilight desarrollado por Screenlife Games y publicado por Konami para Wii, Nintendo DS, PC e iPhone.

## Recepción

### Comercial
Crepúsculo recaudó más de siete millones de dólares en taquilla sólo en las proyecciones de medianoche del 21 de noviembre de 2008. La película ocupa el quinto lugar en la lista de Fandango de películas con mayor venta de entradas, sólo superada por su secuela del año siguiente, Star Wars: Episodio III - La venganza de los Sith (2005), El caballero oscuro (2008) y Harry Potter y el misterio del príncipe (2009). Recaudó 35.7 millones de dólares en su día de estreno. En su fin de semana de estreno en Estados Unidos y Canadá, Crepúsculo acumuló 69.6 millones de dólares en 3419 salas, con una media de 20 368 dólares por sala. La película recaudó 192 769 854 dólares en Estados Unidos y Canadá, y 214 417 861 dólares en territorios internacionales, para un total de 407 187 715 dólares. Su recaudación en el fin de semana de estreno fue la más alta de la historia de una película dirigida por una mujer, al superar a la de Deep Impact (1998).

### Crítica

#### Anglosajona
Basándose en 223 críticas recogidas por Rotten Tomatoes, la película tiene una valoración del 49% y una nota promediad de 5.4/10. El consenso crítico de la página web es el siguiente: «Parece que los dientes de los vampiros perdieron filo en su transición a la pantalla grande, «Crepúsculo» va a satisfacer a sus seguidores, pero no tendrá un gran efecto en el resto de la audiencia». En Metacritic, tiene una puntuación promedio de 56 basada en 38 reseñas de críticos de cine, lo que indica «críticas mixtas o de la media». El público encuestado por CinemaScore le otorgó a la película una nota media de «A-» en una escala de A+ a F.
El crítico del New York Press Armond White calificó la película de «auténtico clásico pop», y elogió a Hardwicke por convertir «la serie de libros de Meyer en una visión a lo Brontë». Roger Ebert le concedió a la película dos estrellas y media de cuatro y escribió: «La vi en un preestreno. La última vez que vi una película en ese mismo cine, el público la acogió como una oportunidad para ponerse al día en cotilleos, enviar mensajes de texto y reírse de chistes privados. Esta vez el público estaba embelesado».  En su crítica para Los Angeles Times, Kenneth Turan escribió: «Crepúsculo es descaradamente un romance. Dejando a un lado todas las tonterías inherentes a la historia, su intención es transmitir la magia de conocer a esa persona especial que has estado esperando. Después de todo, quizá sea posible tener 13 años y ser mujer durante unas horas». USA Today le dio a la película dos de cuatro estrellas y Claudia Puig escribió: «Se dice que Meyer participó en la producción de Crepúsculo, pero su novela era sustancialmente más absorbente que la película, involuntariamente divertida y rápidamente olvidable». Entertainment Weekly calificó la película con una «B» y Owen Gleiberman alabó la dirección de Hardwicke: «Ha recreado la novela de Meyer como un nubarrón lleno de cielos tormentosos, hormonas ondulantes y efectos visuales discretos».

#### Hispanoaméricana y española
En el sitio web recopilador de reseñas FilmAffinity la película tiene una calificación promedio de 4.8 basado en 69020 opiniones, en una reseña mixta Pablo Kurt dice: «Crepúsculo es el último fenómeno social de la uniforme iconografía de las preadolescentes consumidoras. Inocentes víctimas donde hundir el colmillo, carne blanda anestesiada de belleza y hormonas». En el sitio web De Cine 21, Pablo de Santiago le da una calificación de 5 de 10 estrellas, dónde elogia la actuación de Steward al decir: «Es muy elogiable la interpretación de Kristen Stewart, tan joven como grandísima actriz, que encarna con mucha intensidad a la protagonista», además reconoce los talentos musicales de Pattinson al decir: «Asombra con su talento musical al interpretar al piano la pieza «Bella's Lullaby»». De igual manera Juan Luis Caviaro de Espinof se muestra sorpendido por el talento de Pattinson mientras que tilda de «sosa» a Steward, además resalta el papel de Billy Burke como el padre de Bella. En una reseña mixta, y dándole 2 estrellas y media de cinco, el sitio web español AlohaCriticón dice: «Los personajes no tienen demasiado interés, el atractivo irresistible que se les presume a los protagonistas es limitado, el retrato de la familia de los vampiros resulta insuficiente, la acción no brilla, las relaciones paterno-filiares son superficiales, el conflicto creado con la aparición de James es forzado, y la película debería liberarse de cierto esteticismo». El portal web mexicano Cine PREMIERE en su crítica por Mario P. Székely dice: «Crepúsculo apuesta a quienes leyeron el libro y conocen los porqués de cada acción, sobre todo considerando que el texto está escrito en primera persona por Bella y aquí en la película eso no sucede tanto», al mismo tiempo que le otorga una calificación de 3 de 5 estrellas.
En su reseña para el periódico español El País, Jordi Acosta le otorga una crítica negativa a la película al declarar que está: «Diseñada para satisfacer a su público potencial y excluir a unos no iniciados que, inevitablemente, verán en ella un amanerado (y ocasionalmente ridículo) ejercicio de narcisismo adolescente. (...) propone un sintomático y revelador giro en el tratamiento cinematográfico del arquetipo». En una reseña más positiva, Oti Rodríguez Marchante del diario ABC le dio 3 estrellas de cinco y afirmó: «Tiene un gran encanto: la remodelación del tópico del vampiro (...) todo está empapado de un romanticismo aparatoso y hermoso (...)». Por su parte Alberto Luchini del periódico El Mundo en una opinión negativo dijo: «Todo queda muy platónico, muy idílico y muy casto, al limitarse el romance a una sucesión de frases cursis y ridículas que en más de una ocasión provocan vergüenza ajena». De igual manera la edición española de Vogue menciona que «se trata de una relación tóxica donde el control se disfraza de amor, los individuos se anulan entre sí y el romanticismo se entiende como un juego de poder que absorbe, noquea y hace daño». En una revisión más positiva, el sitio web español Fotogramas.es resalta la química entre los personajes principales como uno de los puntos fuertes de la cinta, pero crítica el exceso de metraje y dice: «Lejos de caricaturizar los sentimientos de diferencia y marginación tan caros a la sensibilidad juvenil, los convierte en elementos indispensables para entender el romanticismo del mito vampírico».

### Premios y nominaciones

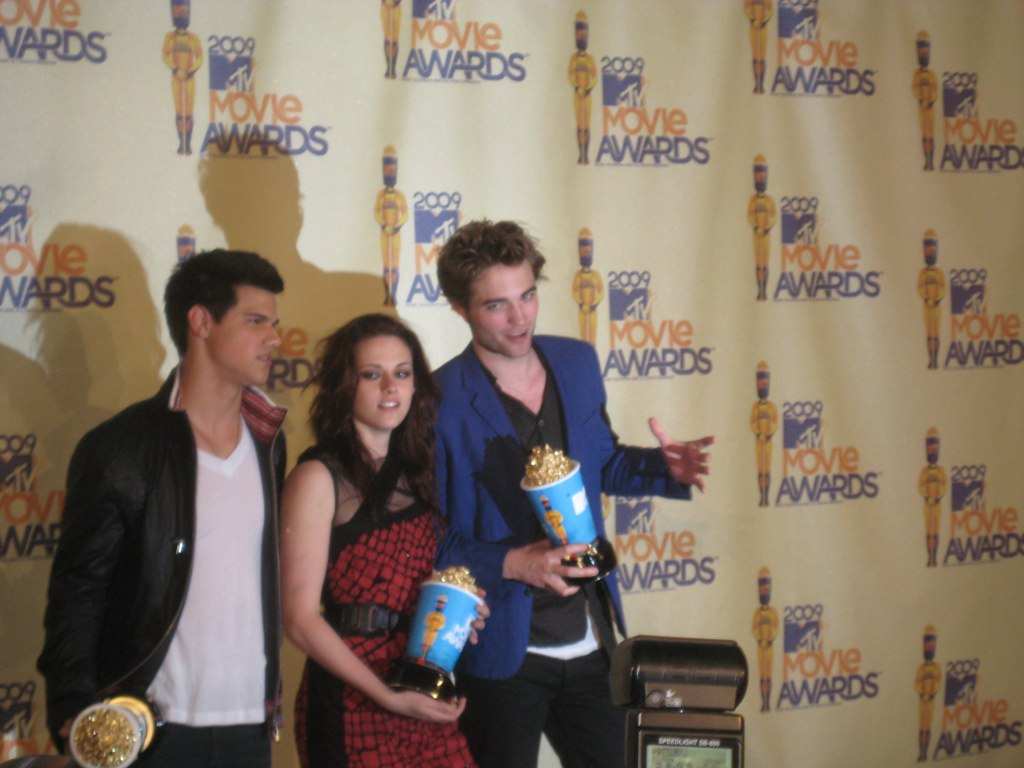
Taylor Lautner, Kristen Stewart y Robert Pattinson con sus respectivos premios en la alfombra roja de los MTV Movie Awards de 2009.

Desde su estreno, Crepúsculo ha recibido numerosas nominaciones y premios. En enero de 2009, Carter Burwell recibió una nominación a compositor cinematográfico del año por la Asociación Internacional de Críticos de Música de Cine. Robert Pattinson ganó el premio A-List de Bravo TV a la revelación de la lista A. En los MTV Movie Awards de 2009, Pattinson, que estaba nominado junto a Taylor Lautner, también ganó el premio a la mejor interpretación masculina, «Decode» recibió una nominación a la mejor canción de película, Crepúsculo ganó el premio a la mejor película, Kristen Stewart ganó el premio a la mejor interpretación femenina, Stewart y Pattinson fueron galardonados con el premio al mejor beso, y Pattinson y Cam Gigandet ganaron el premio a la mejor pelea. Christian Serratos ganó el Young Artist Award a la mejor actuación en una película: Actriz de reparto. Para los Teen Choice Awards de 2009, celebrados el 9 de agosto, la película y sus actores recibieron un total combinado de 12 nominaciones, nueve de las cuales ganó la película.  En los Scream Awards de 2009, la película recibió nominaciones a nueve premios, cuatro de los cuales ganó.  La película ganó dos premios ALMA por maquillaje y peluquería. También ganó el Premio del Público en los World Soundtrack Awards, donde Carter Burwell también fue nominado a Compositor del Año.  Catherine Hardwicke recibió un Young Hollywood Award por su dirección. Además, la película fue nominada a la mejor película de fantasía en la 35ª edición de los Saturn Awards y a dos premios Grammy.

## Secuela
MTV informó en febrero de 2008 de que Summit Entertainment tenía la intención de crear una serie de al menos tres películas basadas en los libros de Meyer. En octubre de 2008, el estudio ya había adquirido los derechos de Luna Nueva, el segundo libro de la serie, y el 22 de noviembre de 2008 confirmó sus planes de rodar una película basada en él. Dado que Catherine Hardwicke deseaba disponer de más tiempo de preparación del que le proporcionaba el calendario de Summit para la producción y el estreno de la secuela, Chris Weitz fue seleccionado para dirigirla en diciembre de 2008.